# 4089 Galbraith
4089 Galbraith è un asteroide della fascia principale. Scoperto nel 1986, presenta un'orbita caratterizzata da un semiasse maggiore pari a 2,1857637 UA e da un'eccentricità di 0,1322184, inclinata di 1,14477° rispetto all'eclittica.